# Robert Rex
Sir Robert Richmond Rex KBE CMG (25 de gener de 1909 – 12 de desembre de 1992) va ser el primer primer ministre de l'estat insular de Niue.

## Infància i família
Fill de Leslie Lucas Richmond Rex, un comerciant europeu a Niue, i Fisimonomono Tufaina del poble d'Avatele al sud de Niue. Més tard es va establir a Alofi, la capital de Niue, amb la seva dona que és era d'aquell poble, Patricia Rex (1918–2004).
Rex era el besoncle del jugador de rugbi Frank Bunce.

## Carrera política
Rex va ser primer ministre de Niue des del seu establiment com a territori autònom el 19 d'octubre de 1974 fins a la seva mort el 1992. En morir quan estava al càrrec, va ser succeït per Mititaiagimene Young Vivian, fins que les eleccions generals de l'any següent van donar lloc a l'elecció de Frank Fakaotimanava Lui al càrrec. En haver exercit 18 anys, és el primer ministre de Niue que ho ha fet més temps.
Tot i que Rex s'oposava a la política de partits a Niue, va rebre el suport del Partit del Poble de Niue després de la seva formació el 1987. Durant les seves gairebé dues dècades al càrrec, Rex va ocupar pràcticament totes les carteres ministerials del govern en algun moment o altre. El seu gabinet de ministres incloïa figures destacades de Niue com el doctor Enetama Lipitoa, Mititaiagimene Young Vivian i Frank Fakaotimanava Lui, aquests dos últims també es convertiren en primers ministres de Niue.

## Honors
En la cerimònia d'honors d'Any Nou de 1973, Rex va ser nomenat Oficial de l'Ordre de l'Imperi Britànic, pels seus valuosos serveis al poble de Niue. Va ser nomenat company de l'Orde de Sant Miquel i Sant Jordi en el Jubileu de Plata de la Reina i els honors d'aniversari de 1977.
Rex va ser el primer niueà a rebre el títol de cavaller, sent nomenat Cavaller Comandant de l'Ordre de l'Imperi Britànic en els Honors d'Any Nou de 1984.